# Tanquana
Tanquana is een geslacht uit de ijskruidfamilie (Aizoaceae). De soorten uit het geslacht komen voor in de Kaapprovincie in Zuid-Afrika.

## Soorten
- Tanquana archeri (L.Bolus) H.Hartmann & Liede
- Tanquana hilmarii (L.Bolus) H.Hartmann & Liede
- Tanquana prismatica (Schwantes) H.Hartmann & Liede

... · 
Antimima · 
Argyroderma · 
Carpobrotus · 
Disphyma · 
Dorotheanthus · 
Gibbaeum · 
Lapidaria · 
Lithops · 
Mesembryanthemum · 
Sceletium · 
Tetragonia · 
...